# Pajarito (yerba mate)
Pajarito (hiszp. afektonim – ptaszek, ptaszyna) – paragwajska marka yerba mate wytwarzana w południowo-wschodniej części tego kraju, w prowincji Itapúa.

## Historia
W 1956 roku Lauro Raatz i jego żona Sara założyli firmę Lauro Raatz S.A. produkującą yerba mate marki Pajarito. Firma ta od roku 1985 eksportuje swoje produkty do Japonii, USA, Hiszpanii, Rosji, Tajwanu, Niemiec, a od 2007 również do Polski. Dziś producent chwali się posiadaniem ponad 300 hektarów plantacji ostrokrzewu paragwajskiego, z których dziennie wytwarza się 30 ton gotowego produktu.

## Charakterystyka
Liście specjalnie selekcjonowane. Do produkcji trafiają tylko najlepsze, najbardziej aromatyczne, pełne witamin i minerałów. Pajarito charakteryzuje się bardzo intensywnym smakiem i aromatem.
Yerba mate marki Pajarito występuje w postaci:
sypkiej
- Pajarito Seleccion Especial (naturalna, selekcjonowana i leżakowana)
- Pajarito Elaborada (tradycyjna, nieselekcjonowana, dużo gałązek i liści, spora ilość pyłu)
- Pajarito Elaborada Tostada Cocido (mate palona, którą można zaparzać w ekspresie, lub zalewać wrzątkiem)[4]
- Pajarito Saborizada – Menta Limón (z dodatkiem mięty i limonki)
- Pajarito Compuesta con Hierbas Aromáticas (z dodatkiem mięty, cedronu i burrito)
- Pajarito Organica (Organiczna, uprawiana w dżungli bez sztucznych nawozów)
- Pajarito Premium Despalada (same listki, mocna)
- Pajarito Suave (łagodna)

saszetkowanej o smaku:
- tradycyjnym
- jabłka z cynamonem
- waniliowym
- brzoskwiniowym

instant